# Lubumbashi universitet
Lubumbashi universitet (även känt under förkortningen UNILU) är ett av de största universiteten i Kongo-Kinshasa. Universitetet ligger i Lubumbashi, i provinsen Haut-Katanga. Campus ligger i den norra delen av staden, väster om flygplatsen. 
Universitetet öppnades 1956 som Université officielle du Congo, men var 1971–1981 en del av Université nationale du Zaïre som Campus de Lubumbashi.